# Блау, Мариетта
Мариетта Блау (29 апреля 1894[…], Вена — 27 января 1970[…], Вена) — австрийский физик.

## Биография
Родилась 29 апреля 1894 года в Вене, в семье Майера (Маркуса) Бла, присяжного стряпчего и издателя музыкальной литературы, и Флорентины Гольдцвейг. Окончила Венский университет (1919). Некоторое время проработала в Берлине и Франкфурте-на-Майне. В 1924—1938 годах работала в Институте радия (Вена). 
После аншлюса в 1938 году, в силу еврейского происхождения была вынуждена покинуть Австрию, эмигрировала в США, где в 1948—1950 годах работала в Колумбийском университете, в 1950—1955 годах — в Брукхейвенской национальной лаборатории, в 1955—1960 годах — в университете Майами. В 1960 оду возвратилась в Вену.
Научные исследования по радиоактивности, физике космических лучей, ядерной физике, ядерным фотоэмульсиям.
В 1925 году впервые наблюдала следы протонов в эмульсии. Независимо от других в 1932 году изготовила первые эмульсии для ядерных исследований. Первая для исследования космических лучей в 1936 году применила фотопластинки. Совместно с Г. Вамбахер впервые в 1937 году наблюдала образование «звёзд» в следах космических лучей.
Член Венской АН.